# Мадхави
Канака Виджаялакшми, также известная под своим сценическим именем Мадхави Шарма (англ. Madhavi Sharma; род. 12 августа 1962) или просто Мадхави — индийская актриса

, известная своими работами в южно-индийском кино. Она играла в Толливуде, Болливуде, Колливуде, Сандалвуде и Молливуде.
Занималась танцами с раннего возраста и дала более тысячи танцевальных представлений. В кино снималась с трёх лет. Её звёздный час в кинематографе наступил благодаря режиссёру Дасари Нараяне Рао, у которого она впервые снялась в 17 лет.
За свою карьеру она сыграла около трёхсот ролей. В 1980-х и начале 1990-х Мадхави была одной из ведущих и самых успешных актрис южноиндийского кино. На её счету три Государственные кинопремии Кералы (1981, 1982, 1993) и Filmfare Awards South за лучшую женскую роль в фильме на малаялам (1994).

## Ранние годы
Мадхави родилась в 1962 году в деревне Велпучерла в штате штат Андхра-Прадеш, Индия, в семье Сасирекхи и Говинды Свами. Она росла с сестрой и братом, Киртхи Кумари и Дхананджай соответственно.
С ранних лет она училась бхаратнатьяму у Умы Махешвари и народным танцам у Бхатта и дала более тысячи танцевальных представлений. Она училась в средней школе для девочек Стэнли в Хайдарабаде, филиале в районе Абидс.

## Личная жизнь
В 1996 году её индуистский духовный учитель Свами Рама договорился о её браке с одним из его последователей, фармацевтическим бизнесменом по имени Ральф Шарма, который родился в Индии в семье брамина и матери из Германии. Она вышла замуж 14 февраля 1996 года, завершив профессиональную карьеру. У них три дочери, семья живёт в Нью-Джерси.